# Henri Beauclair

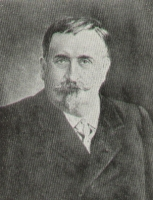
Henri Beauclair 1914

Henri Beauclair (* 21. Dezember 1860 in Lisieux; † 13. Mai 1919 in Paris) war ein französischer Schriftsteller und Journalist.

## Leben
Der Normanne Henri Beauclair ging nach Paris und veröffentlichte Gedichte in den Zeitschriften Lutèce (1883–1886) und Le Chat Noir. Sein bekanntestes Werk ist die zusammen mit Gabriel Vicaire verfasste Parodie auf die Dekadenzdichtung unter dem Pseudonym Adoré Floupette. Nach der Publikation einer Reihe von Romanen wurde er 1906 Chefredakteur der Tageszeitung Le Petit Journal.

## Werke (Auswahl)

### Poesie
- (mit Gabriel Vicaire) Les Déliquescences. Poèmes décadents d’Adoré Floupette. Paris 1885. Cisalpino-Goliardica, Mailand 1972. Nizet, Paris 1984. Ed. le Chat rouge, Vic-la-Gardiole 2012. (Vorwort von Louis Regard)
  - (englisch) The deliquescences of Adoré Floupette. Atlas Press, London 2007.
- Les Horizontales. Paris 1886. (Parodie auf Les Orientales von Victor Hugo)

### Romane und Erzählungen
- Le Pantalon de Mme Desnou. Tresse und Stock, Paris 1886.
- Ohé ! l’Artiste. Tresse und Stock, Paris 1887.
- La ferme à Goron. Tresse und Stock, Paris 1888.
- Une heure chez M. Barrès par un faux Renan. Tresse und Stock, Paris 1890.
- Tapis vert. Stock, Paris 1897.